# Scherma ai II Giochi mondiali militari
Il torneo di scherma dei II Giochi mondiali militari ("Fencing at the 1999 World Military Games") si è svolto a Zagabria in Croazia dall'8 al 17 agosto del 1999.
Nel fioretto, si sono aggiudicati i titoli di campione dei II Giochi mondiali militari il cinese Dong Zhaozhi, che ha battuto in finale il connazionale Wang Haibin, e l'italiana Valentina Vezzali che ha avuto la meglio sulla connazionale Giovanna Trillini.
Nella spada il russo Pavel Kolobkov ha battuto in finale il connazionale Valerij Zacharevič, mentre tra le donne la tedesca Imke Duplitzer ha superato l'ucraina Natalja Hruzińska.
Nella sciabola il polacco Rafał Sznajder prevale sul connazionale Marcin Sobala.
Nelle competizioni a squadre maschili, la nazionale cinese ha prevalso nella finale del fioretto contro l'Austria, mentre la compagine russa ha vinto nella spada contro il francese, ed infine la nazionale polacca ha avuto la meglio sulla compagine bielorussa nella sciabola.
Nelle competizioni a squadre femminili, la nazionale italiana ha prevalso nella finale del fioretto contro la Cina, mentre la Russia ha vinto nella spada contro la formazione italiana.

## Podi

### Uomini
| Evento                          | Oro                                        | Argento            | Bronzo                  |
| Fioretto individuale (dettagli) | Dong Zhaozhi                               | Wang Haibin        | Ye Chong                |
| Sciabola individuale (dettagli) | Rafał Sznajder                             | Marcin Sobala      | Stanislav Pozdnjakov    |
| Spada individuale (dettagli)    | Pavel Kolobkov                             | Valerij Zacharevič | Paolo Milanoli          |
| Fioretto a squadre (dettagli)   | Cina Dong Zhaozhi Wang Haibin Ye Chong     | Austria -          | Italia Matteo Zennaro - |
| Sciabola a squadre (dettagli)   | Polonia Rafał Sznajder Marcin Sobala -     | Bielorussia -      | Italia -                |
| Spada a squadre (dettagli)      | Russia Pavel Kolobkov Valerij Zacharevič - | Francia -          | Italia Paolo Milanoli - |

### Donne
| Evento                          | Oro                                          | Argento           | Bronzo                      |
| Fioretto individuale (dettagli) | Valentina Vezzali                            | Giovanna Trillini | Xiao Aihua                  |
| Spada individuale (dettagli)    | Imke Duplitzer                               | Natalja Hruzińska | Ekaterina Lebedeva-Gorskaja |
| Fioretto a squadre (dettagli)   | Italia Valentina Vezzali Giovanna Trillini - | Cina -            | Russia -                    |
| Spada a squadre (dettagli)      | Russia Ekaterina Lebedeva-Gorskaja -         | Italia -          | Cina -                      |

## Medagliere
| Pos.   | Nazione     | Oro | Argento | Bronzo | Totale |
| ------ | ----------- | --- | ------- | ------ | ------ |
| 1      | Russia      | 3   | 1       | 3      | 7      |
| 2      | Italia      | 2   | 2       | 4      | 8      |
| 3      | Cina        | 2   | 2       | 3      | 7      |
| 4      | Polonia     | 2   | 1       | 0      | 3      |
| 5      | Germania    | 1   | 0       | 0      | 1      |
| 6      | Francia     | 0   | 1       | 0      | 1      |
| 6      | Bielorussia | 0   | 1       | 0      | 1      |
| 6      | Ucraina     | 0   | 1       | 0      | 1      |
| 6      | Austria     | 0   | 1       | 0      | 1      |
| Totale | Totale      | 10  | 10      | 10     | 30     |